# Zielnorm
Unter einer  Zielnorm versteht man in der Rechtswissenschaft eine Rechtsvorschrift mit programmatischem Charakter, die das Ziel der weiteren Gesetzgebung und des sonstigen staatlichen Handelns beschreibt. Sie gewährt keine subjektiven Rechte, sondern enthält einen Regelungsauftrag an den Gesetzgeber zum Erlass weiterer Bestimmungen, die der Zielerreichung dienen. Ein Beispiel sind die Staatszielbestimmungen des deutschen Grundgesetzes oder entsprechende Bestimmungen im EU-Vertrag, etwa zum Umweltschutz (Art. 3 Abs. 3 EUV).
Als Zielnorm wird auch eine Vorschrift bezeichnet, auf die im Wege der Rechtsgrund- oder Rechtsfolgenverweisung verwiesen wird.